# Klockcykel
En klockcykel är cykeltiden för klocksignalen hos till exempel en processor.
Vissa processorer utför en instruktion per klockcykel, medan andra tar flera klockcykler på sig att utföra en instruktion. Det finns dessutom många exempel på processorer med variabel längd på det antal klockcykler en instruktion tar att utföra – enkla instruktioner genomförs på få klockcykler, och komplicerade tar fler.
En processor med en frekvens på 1 MHz som utför en instruktion varje klockcykel utför således 1 000 000 instruktioner per sekund.
Alla processorer till IBM-kompatibla datorer från 8080 till 80486 arbetade efter detta mönster, men år 1992 kom Pentiumprocessorn, den första x86-kompatibla processorn som var superskalär, kunde alltså utföra flera instruktioner per klockcykel.